# Luca Celli
Luca Celli (Bologna, 23 febbraio 1979) è un ex ciclista su strada italiano.
Professionista dal 2004 al 2010, conta tre successi in carriera.

## Carriera
Fra i risultati più significativi figurano la vittoria nel Tour de la Région Wallonne nel 2005, il decimo posto nel Giro del Belgio, il settimo nel Giro di Romagna e il secondo nella Coppa Bernocchi nel 2008.
Dotato di caratteristiche da passista, ha ottenuto piazzamenti nei Campionati italiani a cronometro, dove ha terminato quarto nel 2007, secondo nel 2008 e ottavo nel 2009.

## Palmarès
- 2005

1ª tappa Tour de la Région Wallonne
Classifica generale Tour de la Région Wallonne
- 2007

3ª tappa Rheinland-Pfalz-Rundfahrt

## Piazzamenti

### Classiche monumento
- Milano-Sanremo

2009: ritirato
- Liegi-Bastogne-Liegi

2004: ritirato
2009: ritirato
- Giro di Lombardia

2007: ritirato
2009: ritirato